# Arytera lepidota
Arytera lepidota är en kinesträdsväxtart som beskrevs av Ludwig Radlkofer. Arytera lepidota ingår i släktet Arytera och familjen kinesträdsväxter. Inga underarter finns listade i Catalogue of Life.